# بيت بن حرد (المفلحي)

تعديل مصدري - تعديل

بيت بن حرد هي إحدى قرى عزلة المفلحي بمديرية المفلحي التابعة لمحافظة لحج، بلغ تعداد سكانها 370 نسمة حسب تعداد اليمن لعام 2004.